# حصن الحمضان

تعديل مصدري - تعديل

حصن الحمضان هي قرية تابعة للحمضان إحدى قبائل نهد التي تعد من أهم قبائل حضرموت، وتقع قرية حصن الحمضان بـ وادي الحبض في مديرية القطن التابعة لمحافظة حضرموت، بلغ تعداد سكانها 269 نسمة حسب تعداد اليمن لعام 2004.